# Kukuiaimakalani
Kukuiaimakalani, zvana i Kukuimakalani (lani = "nebo"), bila je havajska plemkinja, princeza otoka Oahua i kraljica Oahua, Kauaija i Molokaija.

## Biografija
Kukuiaimakalani je bila kći kralja Oahua i Kauaija, Kūaliʻija, i njegove žene, kraljice Kalanikahimakaialiʻi, koja je bila plemkinja Pio, kći kralja Mauija Kaulahee II.
Njezin je brat Kapiʻiohoʻokalani bio kralj Oahua, a udala se za drugog brata, kralja Peleʻioholanija, koji je pobjeđivao poglavice.
Rodila je kćer Kalanipoʻo-a-Peleʻioholani, koja se smatrala svetom plemkinjom visokog roda, a udala se za poglavicu Kaiakeu.
Kukuiaimakalani je bila teta kralja Kūmahane kojeg nisu voljeli, i (možda) princeze Kaʻapuwai.